# 2. Handball-Bundesliga (Frauen) 2025/26
Die Saison 2025/26 der 2. Handball-Bundesliga der Frauen ist die 41. Spielzeit in ihrer Geschichte. 16 Mannschaften nehmen am Spielbetrieb teil.

## Modus
Der Modus ist jeder gegen jeden mit einem Heim- und Auswärtsspiel.

## Saison

### Tabelle
| Pl.                                                        | Verein                      | Sp. | S | U | N | Tore  | Diff. | Punkte |
| ---------------------------------------------------------- | --------------------------- | --- | - | - | - | ----- | ----- | ------ |
| 1.                                                         | TSV Bayer 04 Leverkusen (A) | 0   | 0 | 0 | 0 | 00:00 | ±0    | 00:00  |
| 2.                                                         | HC Rödertal                 | 0   | 0 | 0 | 0 | 00:00 | ±0    | 00:00  |
| 3.                                                         | HC Leipzig                  | 0   | 0 | 0 | 0 | 00:00 | ±0    | 00:00  |
| 4.                                                         | TG Nürtingen                | 0   | 0 | 0 | 0 | 00:00 | ±0    | 00:00  |
| 5.                                                         | HSV Solingen-Gräfrath       | 0   | 0 | 0 | 0 | 00:00 | ±0    | 00:00  |
| 6.                                                         | Füchse Berlin               | 0   | 0 | 0 | 0 | 00:00 | ±0    | 00:00  |
| 7.                                                         | ESV 1927 Regensburg         | 0   | 0 | 0 | 0 | 00:00 | ±0    | 00:00  |
| 8.                                                         | 1. FSV Mainz 05             | 0   | 0 | 0 | 0 | 00:00 | ±0    | 00:00  |
| 9.                                                         | Bergischer HC               | 0   | 0 | 0 | 0 | 00:00 | ±0    | 00:00  |
| 10.                                                        | VfL Waiblingen              | 0   | 0 | 0 | 0 | 00:00 | ±0    | 00:00  |
| 11.                                                        | HL Buchholz 08-Rosengarten  | 0   | 0 | 0 | 0 | 00:00 | ±0    | 00:00  |
| 12.                                                        | TuS Lintfort                | 0   | 0 | 0 | 0 | 00:00 | ±0    | 00:00  |
| 13.                                                        | SV Werder Bremen            | 0   | 0 | 0 | 0 | 00:00 | ±0    | 00:00  |
| 14.                                                        | HSG Freiburg (N)            | 0   | 0 | 0 | 0 | 00:00 | ±0    | 00:00  |
| 15.                                                        | SG 09 Kirchhof (N)          | 0   | 0 | 0 | 0 | 00:00 | ±0    | 00:00  |
| 16.                                                        | Rostocker HC (N)            | 0   | 0 | 0 | 0 | 00:00 | ±0    | 00:00  |
| Quelle: handball-bundesliga-frauen.de, Stand: 9. Juli 2025 |                             |     |   |   |   |       |       |        |

| Legende |                                               |
| (A)     | Absteiger aus der Bundesliga 2024/25          |
| (N)     | „Neuling“, Aufsteiger aus der 3. Liga 2024/25 |
|         | Aufsteiger in die Bundesliga 2026/27          |
|         | Absteiger in die 3. Liga 2026/27              |